# نگور (نیک‌شهر)
نگور (نیک‌شهر)، روستایی از توابع بخش مرکزی شهرستان نیک‌شهر در استان سیستان و بلوچستان ایران است.

## جمعیت
این روستا در دهستان هیچان قرار دارد و براساس سرشماری مرکز آمار ایران در سال ۱۳۸۵، جمعیت آن ۱۷۵ نفر (۳۱خانوار) بوده‌است.